# Gyenes Izsó
Gyenes Izsó, 1903-ig Guttmann Izidor (Szepsi, 1874. július 8. – Budapest, 1961. augusztus 27.) hegedűművész, tanár.

## Élete
Guttmann József és Biener Johanna fia. Már gyermekkorától zenélt, 12 évesen katonai és színházi zenekarok tagja volt. Zenei tanulmányait a Magyar Zeneiskolában fejezte be 1903-ban, ahol Faludy Károly és Vavrinecz Mór volt a mestere. 1901-ben megalakította az Országos Magyar Zeneszövetséget.
Hegedűművészként 1903-ban Kaposváron telepedett le, ahol vonósnégyest, zenekart alakított, és zeneiskolát hozott létre (ennek 1907-től 1920-ig igazgatója volt). Ő vezette a zeneoktatást mind a Kaposvári Zenekedvelők Egyesületében, mind a főgimnáziumban, 1918-ban pedig a Fő utcában megalapította Harmónia nevű zenemű- és hangszerüzletét, amely hamarosan a város hangversenyéletének központjává vált. 1920-ban hangverseny- és operaszervező céget alapított, amelynek élén nyolc évig szervezte a város és a megye zenei életét. Az ő meghívására érkezett Kaposvárra Dohnányi Ernő, és ő rendezte az első operaelőadást is a városban, A sevillai borbélyt. Koncertmestere volt a helyi szimfonikus zenekarnak, és 1927-ben, amikor megalakult a Kaposvári Egyesült Iparosok Társaskörének zenekara, ennek is karnagyává választották.
1928-tól Győrött, Budapesten és Balassagyarmaton tanított, fontos feladatának tekintette a siket és egyéb problémákkal küzdő gyerekek zenei nevelését.

## Emlékezete
Fiai Gyenes János (Juan Gyenes) fotóművész és Reményi Gyenes István író. Madridban élt fotóművész fia (Juan)  az emlékére, fiatal spanyol hegedűművészek számára alapította a Premio Isidoro Gyenes-díjat.
1992. március 15-én Kaposváron, Gyenes Izsó Ezredév utcai házának falán emléktáblát avattak emlékére.

## Főbb művei
- A játékos zeneoktatás. Bevezetés a ritmikába. Győr, 1932
- Játékos zeneoktatás. Gyenes-féle hangszeres hangszeres zeneelméleti tábla dalgyűjteménye. Győr, 1932
- A ritmusóvoda. Budapest, 1939
- A ritmizálás iskolája. Budapest, 1942